# John Langley
John Langley   (Melrose, 25 de juny de 1896 - Eustis, 5 de març de 1967) va ser un jugador d'hoquei sobre gel estatunidenc que va competir durant la dècada de 1920.
El 1924 va prendre part en els Jocs Olímpics de Chamonix, on guanyà la medalla de plata en la competició d'hoquei sobre gel.
Langley va fer la carrera militar. Va lluitar a la Primera i Segona Guerra Mundial i es va retirar com a coronel. És enterrat al Cementiri Nacional d'Arlington.